# Gymnosporangium nelsonii
Gymnosporangium nelsonii är en svampart som beskrevs av Arthur 1901. Gymnosporangium nelsonii ingår i släktet Gymnosporangium och familjen Pucciniaceae.   Inga underarter finns listade i Catalogue of Life.